# Пархоменко Іван Кирилович
Пархоменко Іван Кирилович (нар. 19 липня 1870 — 21 січня 1940) — український радянський художник та поет. Він написав відомий портрет чотирирічного Володі Ульянова, понад 90 портретів російських та українських письменників, виконав з натури портрети В. І. Леніна, картини «На прийомі у В. І. Леніна», «Кабінет В. І. Леніна у Смольному». Автор спогадів «Про те, що було». кількох збірок віршів. Його біографія висвітлена в книжці «Іван Пархоменко» І. Блюміної.

## Роботи

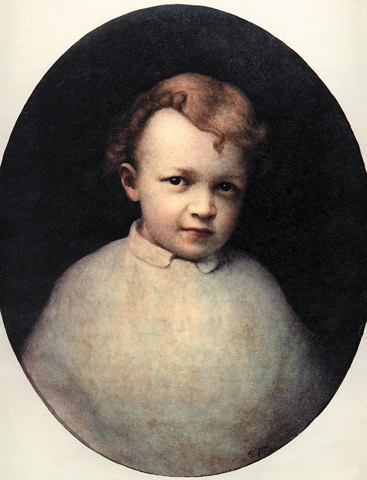
В. І. Ульянов у віці 4-х років
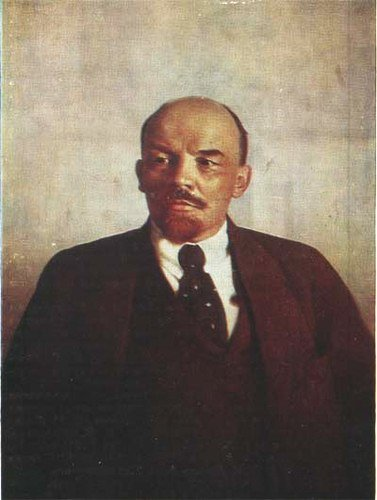
Портрет В. І. Леніна. 1921
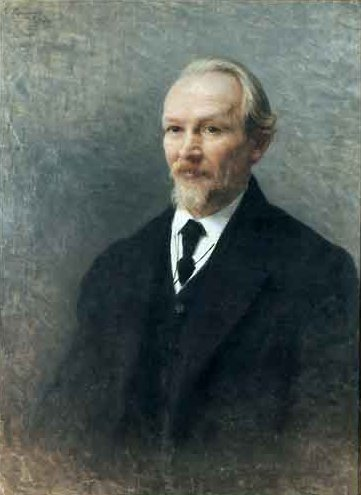
Портрет В. В. Розанова. 1909
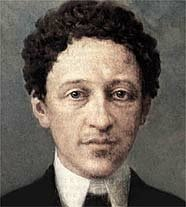
Портрет О. Блока. 1910
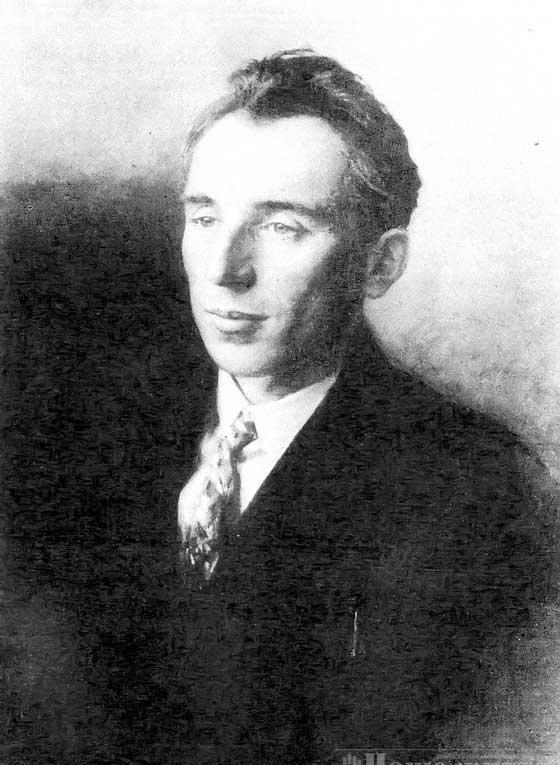
Портрет Петра Панча